# Sindoor

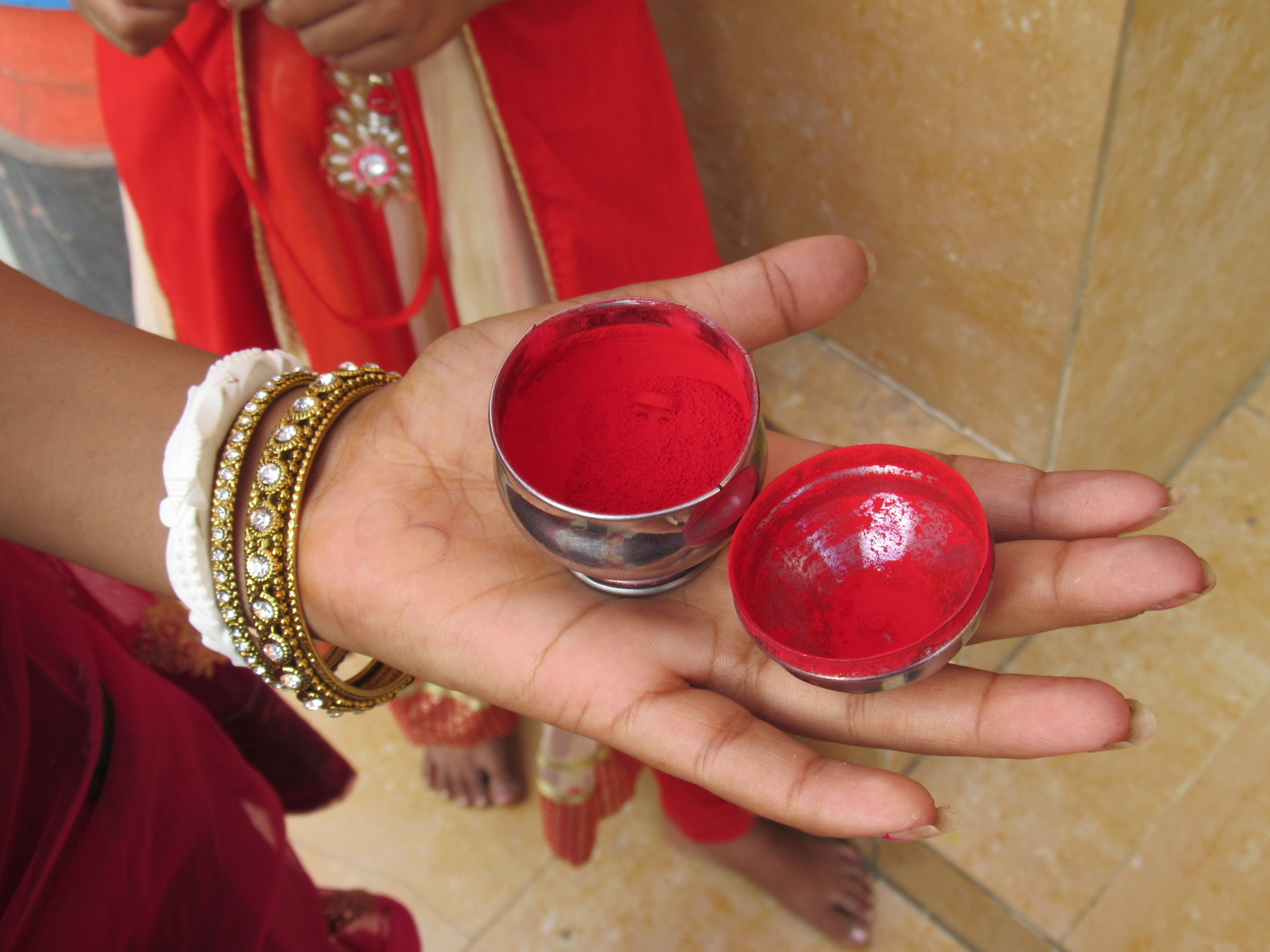
Sindoor

Sindoor hoặc Sindur, tiếng Hindi-Urdu: सिन्दूर, سندور, Sindooram (trong tiếng Sanskrit, Telugu, Tamil, Kannada, Malayalam và Oriya, hoặc tiếng Bengal: সিঁদুর và Gujarati: સિંદૂર) là mỹ phẩm dạng bột phấn, có màu đỏ son hoặc cam-đỏ truyền thống của Ấn Độ, thường được phụ nữ đã lập gia đình vẽ đánh dấu dọc theo chỗ rẽ ngôi tóc. Sử dụng sindoor ám chỉ rằng người phụ nữ đó đã lập gia đình trong nhiều cộng đồng Hindu và ngừng sử dụng nó thường ngụ ý người đó đã góa bụa.
Thành phần chính của sindooram truyền thống thường là chu sa, nghệ, vôi sống. Sindoor thương mại có chứa thuốc nhuộm tổng hợp và một số hóa chất, mà không được sản xuất theo tiêu chuẩn thích hợp và có thể chứa thủy ngân và chì.

## Ứng dụng của sindoor

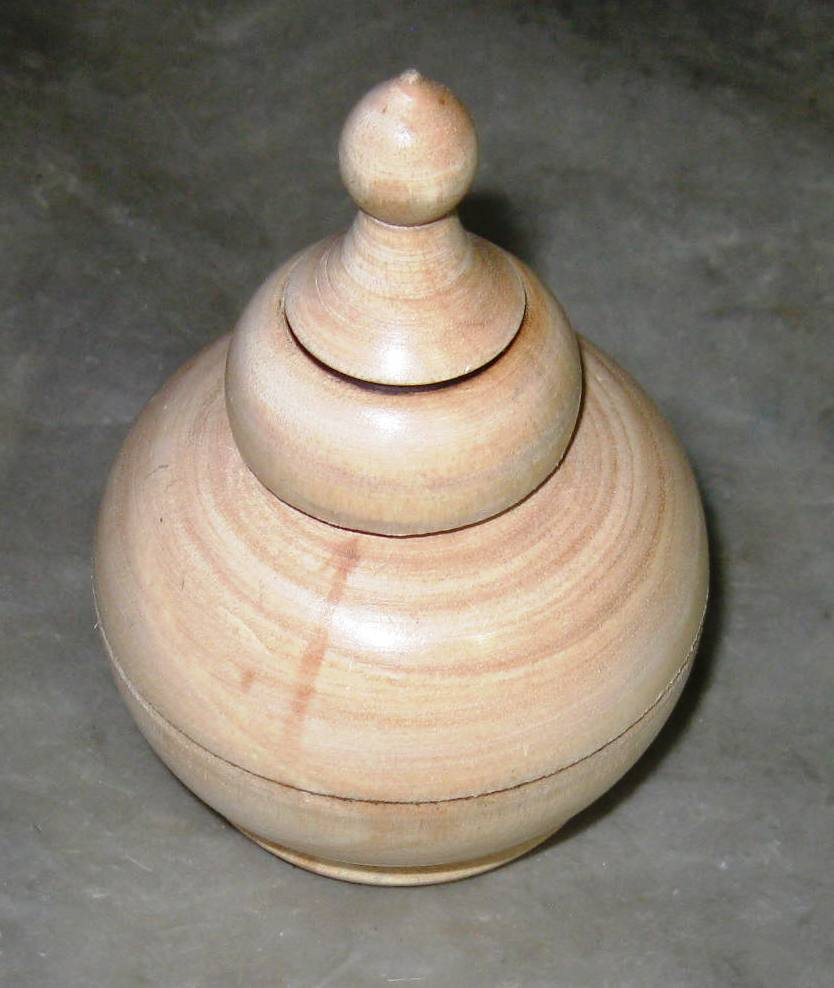
Hộp gỗ Sindoor (Vermilion)

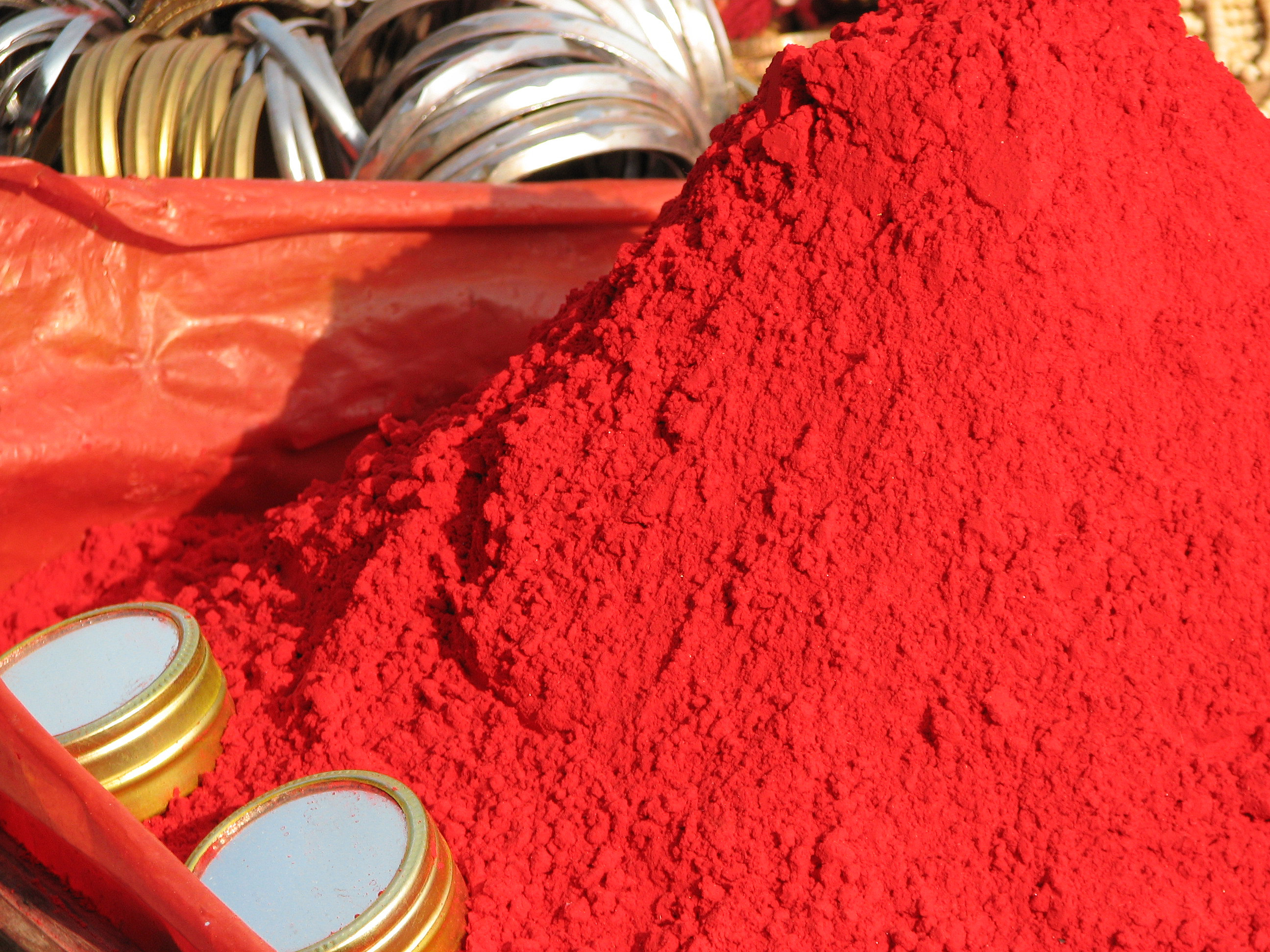
Bột sindoor

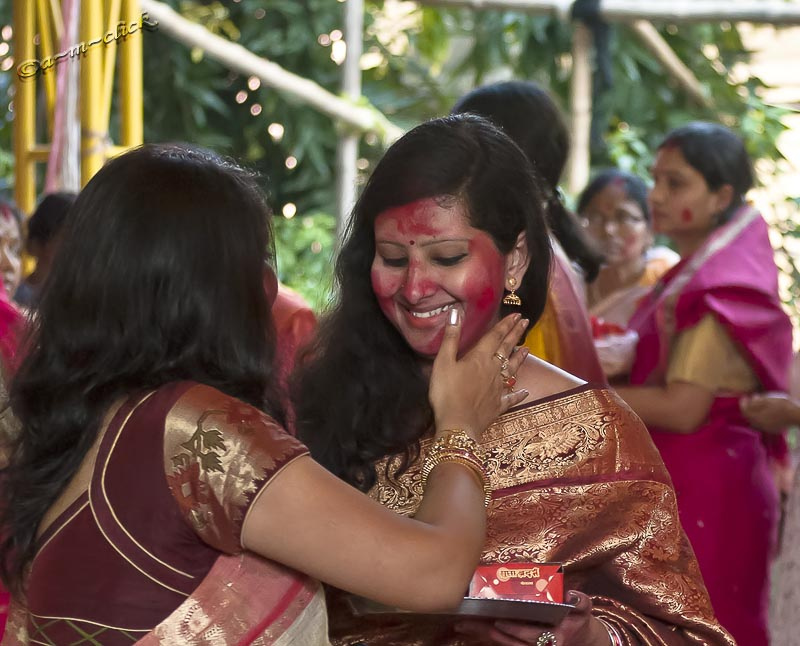
Phụ nữ Ấn vẽ sindur

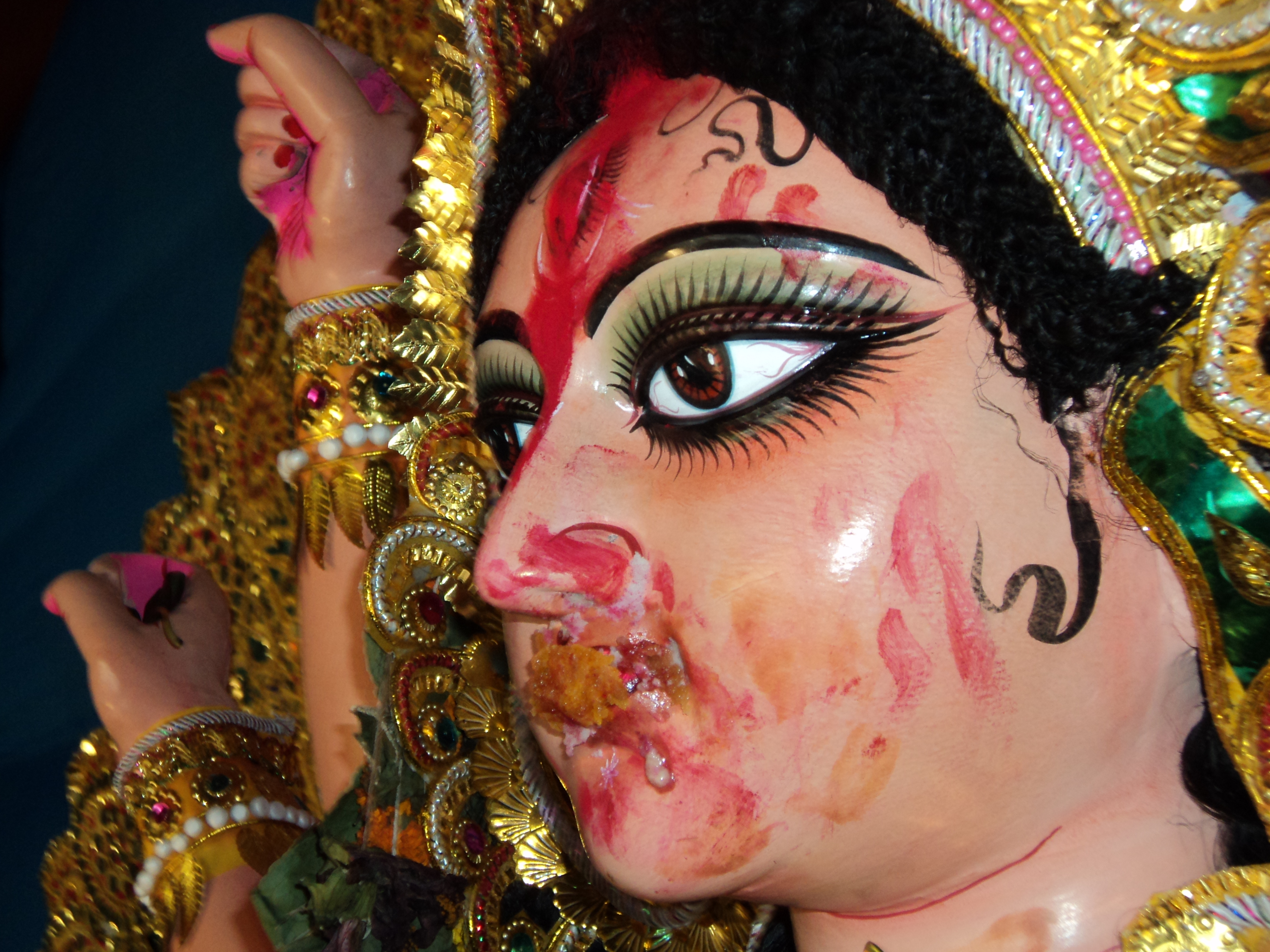
Vẽ sindoor lên tượng nữ thần Durga

Sindoor được vẽ đánh dấu theo kiểu truyền thống tại đỉnh đầu hoặc hoàn toàn dọc theo đường thẳng của mái tóc phụ nữ (còn gọi là maang trong tiếng Hindi hoặc "Seemandarekha" trong tiếng Phạn) hoặc vẽ như một chấm trên trán ("bindi" trong tiếng Hindi hoặc pottu trong tiếng Malayalam và tiếng Tamil hoặc bottu trong tiếng Telugu). Sindoor là dấu hiệu cho người phụ nữ đó đã lập gia đình trong Ấn Độ giáo. Phụ nữ độc thân chấm dấu màu sắc khác nhau nhưng không vẽ đánh dấu sindoor trên phần rẽ dọc đường tóc của họ. Góa phụ không vẽ sindoor, biểu thị rằng chồng của họ không còn sống nữa.
Sindoor lần đầu tiên được vẽ người chồng vẽ lên cho vợ mình vào ngày cưới; đây được gọi là nghi thức Sindoor Daanam. Sau đó, cô ấy tự vẽ đánh dấu nó mỗi ngày.
Một nghi thức tô màu tương tự được gọi là pasupu kumkuma, được đặt tên theo tên khác cho, kumkuma.
Việc lau sạch sindoor rất quan trọng đối với một góa phụ. Có rất nhiều nghi thức liên quan đến hành động này. Phổ biến nhất là khi mẹ chồng hoặc chị em chồng lau sạch sindoor khi người phụ nữ trở thành góa phụ. Người góa phụ sẽ đập vỡ những chiếc vòng tay của cô ấy và cũng như xóa chấm bottu của cô ấy, và nhiều người cũng sẽ tháo nhẫn tay và nhẫn chân của họ. Việc rẽ tóc là biểu tượng của một dòng sông máu đỏ đầy sự sống. Khi sindoor được xóa đi thì dòng sông trở nên cằn cỗi, khô ráo và trống rỗng. Phong tục này phổ biến ở các vùng nông thôn và được nối truyền bởi tất cả các tầng lớp và cấp bậc xã hội.
Sindoor màu đỏ là dấu hiệu cho phụ nữ đã lập gia đình như cuộc sống đầy màu sắc. Khi cô trở thành góa phụ, cô mặc trang phục màu trắng đơn giản và xóa bỏ tất cả màu sắc khỏi khuôn mặt, kể cả sindoor màu đỏ tươi.
Phương pháp và phong cách vẽ sindoor thay đổi theo sự lựa chọn cá nhân đến phong tục vùng miền. Nhiều cô dâu mới sẽ tô kín vào toàn bộ đường rẽ tóc bằng sindoor, trong khi những phụ nữ khác đã lập gia đình chỉ có thể vẽ một chấm màu đỏ ở cuối đường rẽ tóc và trán. Gần đây, một hình tam giác trên trán chỉ về phía mũi, với một chiếc bindi kim cương cho thời trang, đang được phụ nữ trẻ áp dụng.

## Trong đạo Hindu

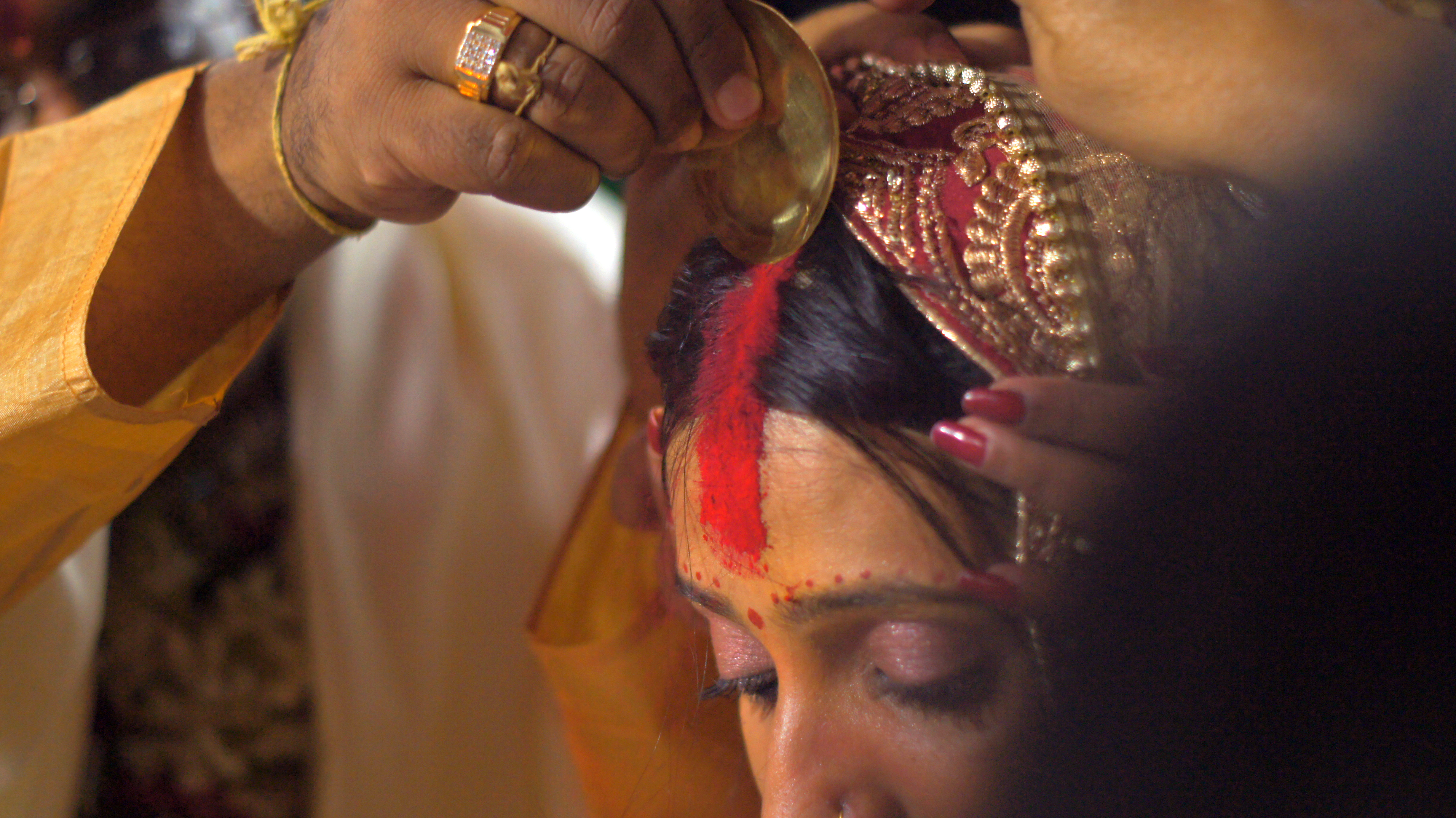
Nghi thức đánh dấu sindoor trong đám cưới người Hindi Ấn Độ

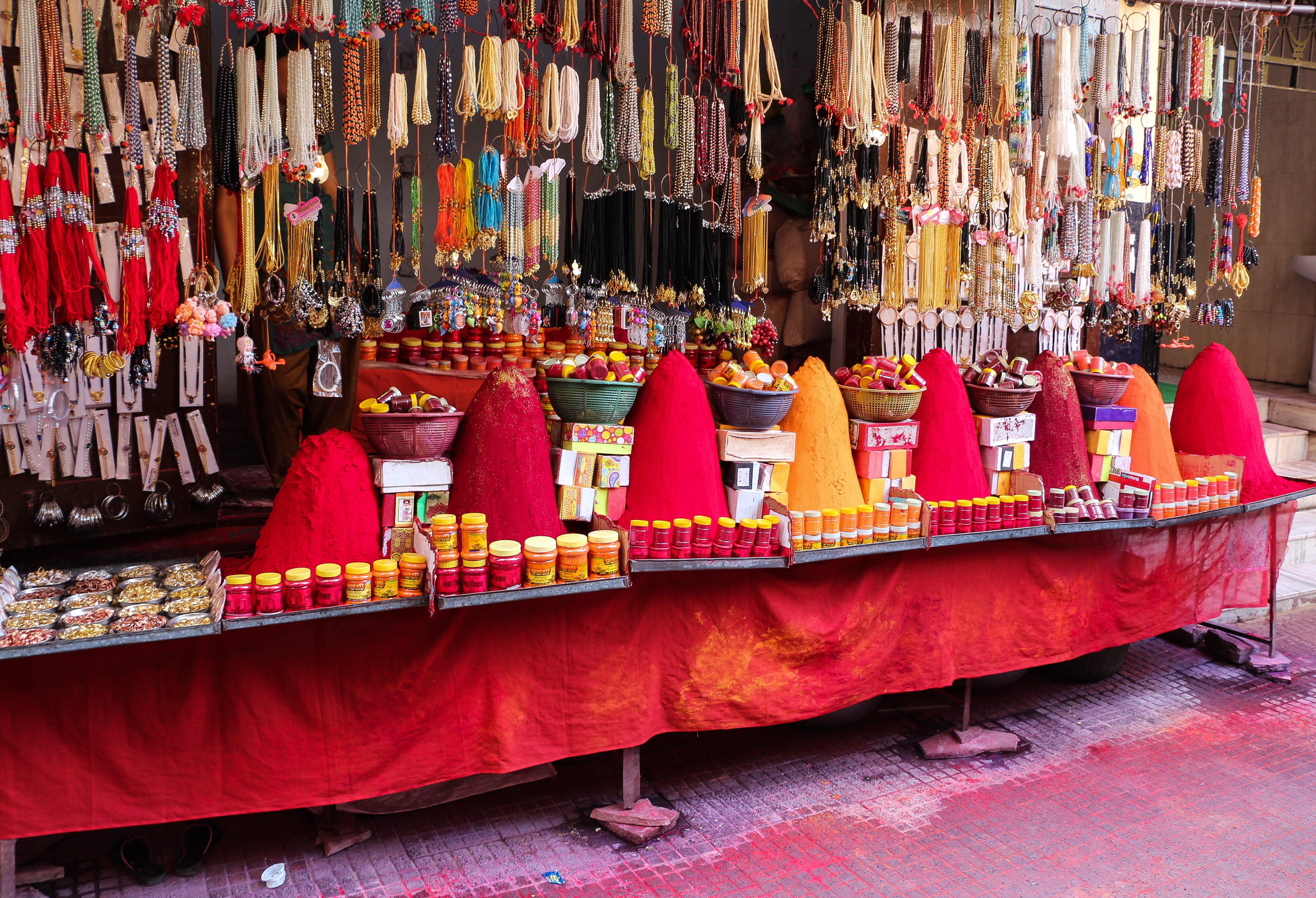
Cửa hàng bán sindoor tại Omkareshwar, Ấn Độ

Những bức tượng nữ nhỏ khai quật tại Mehrgarh, Baluchistan dường như gợi ý cách đánh dấu sindoor vào đường rẽ dôi mái tóc của phụ nữ trong văn hóa Harappa. Theo truyền thuyết, Radha phối ngẫu của Chúa thần Krishna biến kumkum thành một thiết kế giống như ngọn lửa trên trán. Trong sử thi nổi tiếng Mahabharata, Draupadi vợ của Pandavas lau sạch vết sindoor của mình trong sự ghê tởm và tuyệt vọng lúc biến cố trong Hastinapura. Sử dụng sindoor thường được đề cập trong kinh văn puranas Lalitha Sahasranama và Soundarya Lahari.
Adi Shankaracharya viết trong Soundarya Lahari:
| tanotu kṣemaṃ naḥ tava vadana saundaryalaharī parīvāha-strotaḥ saraṇiriva sīmanta-saraṇiḥ । vahantī sindūraṃ prabala kabarī bhāratimira- dviṣāṃ bṛndair bandī-kṛtamiva navīnārka kiraṇam ॥ | Mẹ ơi, xõa đường kẻ rẻ đôi mái tóc mỏng, trông giống như một con kênh, xuyên qua những con sóng ào ạt rút xuống của sắc đẹp, và giam cầm cả hai bên, vệt đỏ son, giống như mặt trời mọc, bằng cách sử dụng mái tóc đen sẫm giống như trung đội của binh lính quân dịch, bảo vệ chúng ta và cho chúng ta sự bình an. |
| —Adi Shankaracharya, Soundarya Lahari, 44 | —P. R. Ramachander dịch |

Phụ nữ Kỳ Na giáo vẽ đánh dấu sindoor, chủ yếu ở các thành phố. Các nữ tu Kỳ Na bị cấm vẽ đánh dấu lên dường rẽ tóc hoặc trán của họ. Hiển thị sindoor được xem là rất quan trọng để cho biết tình trạng kết hôn của chú rể, trong khi ở một số nền văn hóa địa phương, sindooram được vẽ đánh dấu theo đường rẽ tóc của phụ nữ chưa lập gia đình.
Vẽ đánh dấu sindoor về cơ bản là một truyền thống Hindu. Vào thế kỷ 19, lãnh đạo Sufi Sharafuddin Maneri khuyến khích phụ nữ Hồi giáo vẽ đánh dấu sindoor ở Bangladesh. Điều này đã bị phong trào cải cách kết án nghiêm trọng.

## Thành phần và mối lo ngại độc tính

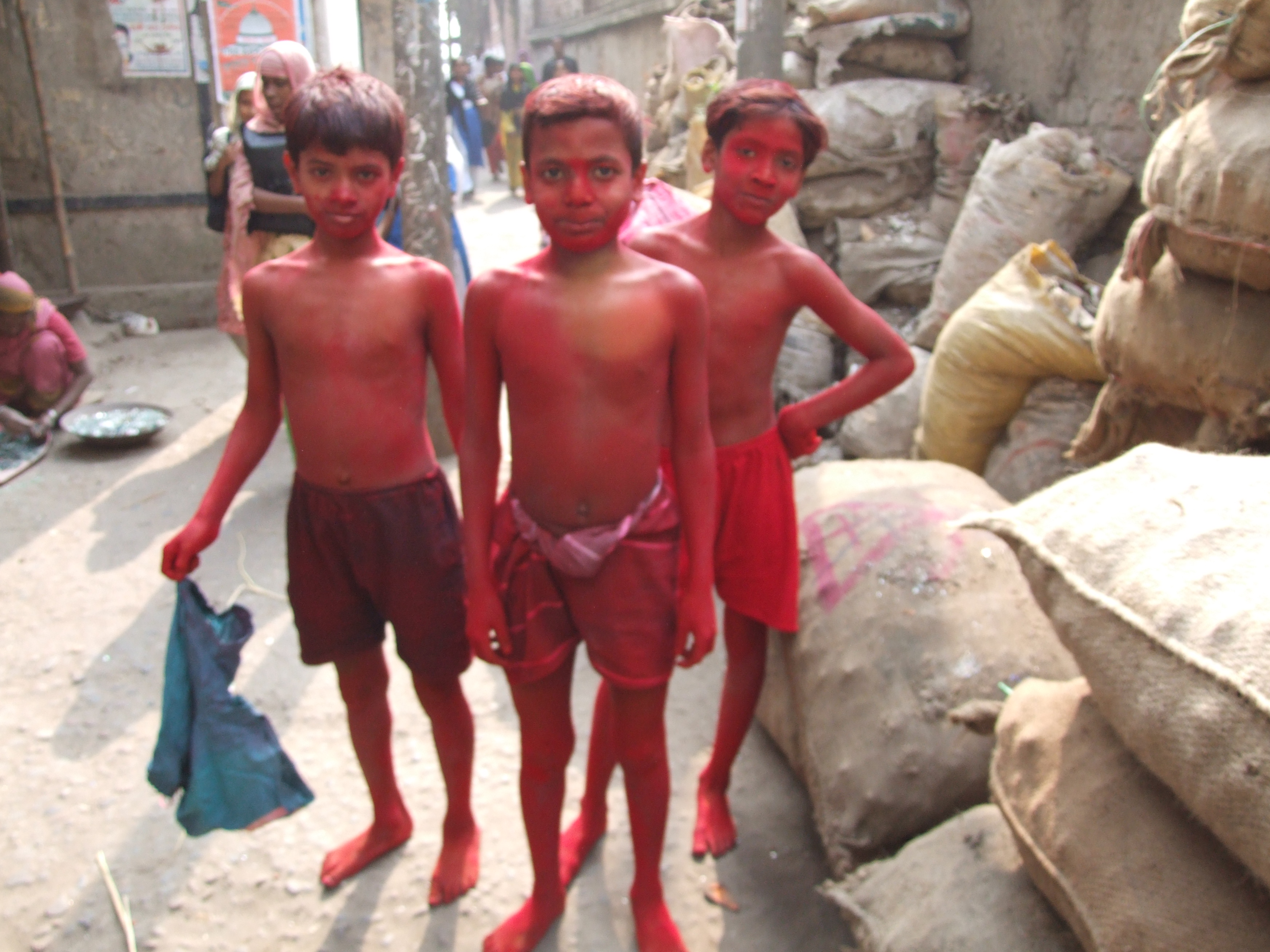
Những bé trai được bao phủ bởi hóa chất đỏ son có chứa thủy ngân trong lao động trẻ em tại một nhà máy sản xuất sindoor ở Bangladesh

Sindoor hiện đại chủ yếu sử dụng thần sa đỏ son, một sắc tố màu cam đỏ. Thần sa đỏ son là dạng tinh khiết và dạng bột của chu sa, là dạng chính chứa thủy ngân (II) sulfide tự nhiên. Cũng như các hợp chất thủy ngân khác, sindoor độc hại và phải được xử lý cẩn thận. Đôi khi, chì đỏ (chì tetroxit, còn được gọi là minium) được thêm vào sindoor. Chì đỏ là chất độc và gây ung thư nhận biết trên con vật thí nghiệm, mặc dù chất gây ung thư đối với người chưa được xác minh. Sindoor truyền thống được làm bằng nghệ và phèn hoặc vôi, hoặc từ các thành phần thảo dược khác. Không giống như chì đỏ và thần sa đỏ son, chúng không độc. Đầu năm 2008, những cáo buộc về hàm lượng chì cao đã khiến Cục quản lý Thực phẩm và Dược phẩm Hoa Kỳ thu hồi lô sindoor từ một số nhà sản xuất.

## Trong văn hóa đại chúng
Có rất nhiều phim điện ảnh và phim truyền hình Ấn Độ liên quan đến sindoor, với chủ đề xoay quanh ý nghĩa của nghi lễ. Chúng bao gồm Sindoor (1947), Sindooram (1976), Rakta Sindhuram (1985), Sindoor (1987) và Sindoor Tere Naam Ka (phim bộ, 2005–2007).